# KRS-One

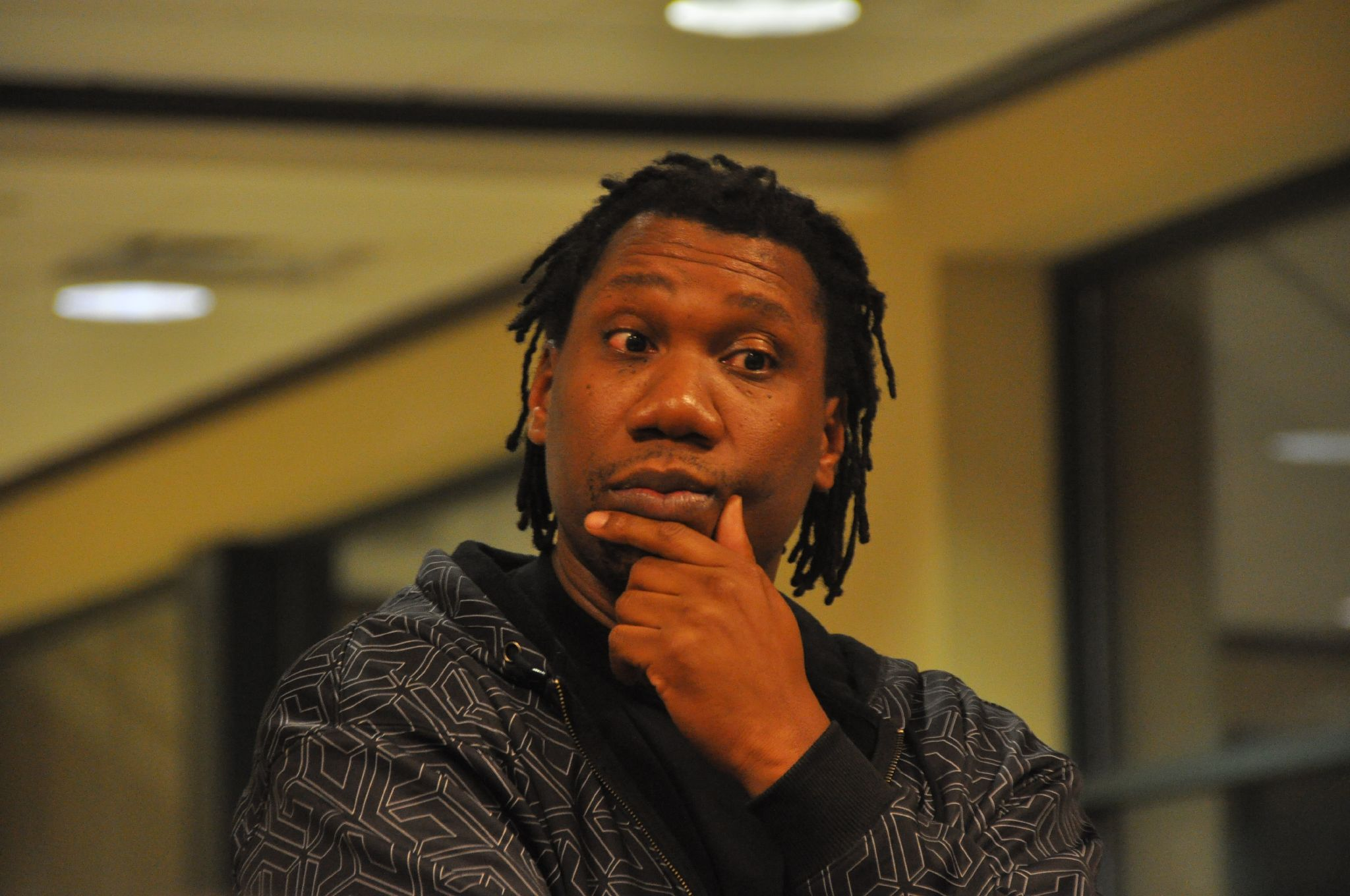
KRS-One

KRS-One(본명: Lawrence Parker, 1965년 8월 20일 ~ )은 크리스 파커(Kris Parker) 혹은 KRS-One 등의 스테이지 네임으로 잘 알려져있다.

## 유년기
KRS-One은 뉴욕 브롱스에서 유년 시절을 보냈던 그는 DJ Scott La Rock과 함께 부기 다운 프로덕션이란 이름으로 힙합 씬에 뛰어들었고, 그들의 데뷔작 [Criminal Minded] (1987)는 훗날 "최초의 하드코어 힙합 앨범"이라는 기념비적인 앨범으로 남는다. DJ Scott La Rock의 죽음 이후에도 KRS는 동생 'Kenny Parker','D-Nice' 등을 멤버로 끌어들여 BDP를 이끌었고, '90년대 초반까지 5장의 정규 앨범을 제작했다.

## 솔로 커리어의 시작
1992년, 1993년 무렵, BDP의 수장이었던 KRS-One는 [Sex and Violence] 앨범을 끝으로 그룹 활동을 그만두고 솔로로 전향한다. 80년대의 끈끈했던 결속력을 상실한 BDP의 어수선한 모습은 그가 솔로 활동으로 선회할 시기가 왔음을 암시하는 것과도 같았다. 레이블과의 인연은 끊어지지 않았기에 솔로 전향 후에도 Jive Record에서 앨범 발매를 계속할 수 있었다. 그리고 심기일전하여 만든 초창기 두 앨범을 통해 그는 아직 대중에게 보여줄 것이 많음을, 그리고 건재함을 증명한다.
솔로 커리어의 초반부를 장식하는 [Return of the Boom Bap]과 [KRS-One]은 현재 KRS-One의 모든 앨범을 통틀어 가장 뛰어난 작품으로 평가받고 있다. 메인 프로듀서 DJ Premier, Kid Capri,'Showbiz'와 함께 작업한 [Return of the Boom Bap]은 최고의 수작앨범이었다.
자이브 레코드에서의 마지막 정규 앨범인 [I Got Next] (1997)는 KRS의 솔로 커리어를 통틀어 가장 "대중 친화적"인 앨범이었다. 펑크 그룹의 음원을 샘플링한 싱글 'Step into a World', 퍼프 대디가 함께했던 동명의 리믹스 트랙, 레드맨이 피쳐링한 'Heartbeat'은 빌보드 차트 10위권에 진입했던 앨범이기도 하다.

## 자이브(Jive)와의 작별 이후
사임한 후부터는 메이저 레이블과의 계약에서 멀어지게 되고, 본격적으로 연간 1장 이상의 새 앨범을 찍어내는 왕성한 활동이 시작된다.[The Sneak Attack] (2001), 랩과 가스펠의 크로스오버를 시도했던 [Spiritual Minded] (2002), BDP 시절의 명곡 'Illegal Business'의 새로운 버전을 수록했지만 엉성한 앨범 구성으로 빈축을 사야 했던 [Keep Right] (2004) 등은 '80 ~ '90년대 그가 일궈냈던 걸작의 향연을 무색하게 만들 만큼 실망스러운 앨범이었다. 나스의 'Hiphop is Dead'에 전적으로 반박하는 앨범으로, 그리고 '80년대 BDP 시절 대립구도를 형성했던 'Marley Marl'과의 합작으로 화제를 모았던 'Hip-Hop Lives' (2007)는 멋진 뮤직비디오와는 대조적으로 그저 그런 완성도를 갖추어 기대에 못 미친다는 평가가 쏟아졌다.

## 사이드 프로젝트
- Channel Live 앨범 제작

그는 랩 듀오 채널 라이브 'Channel Live'의 데뷔 앨범 [Station Identification]의 제작 과정에서 메인 프로듀서로 활약하며 중추적인 역할을 해냈다. 채널 라이브를 대표하는 플래티넘 싱글 'Mad-Izm'에서는 랩 세션에 직접 참여하기도 했다.
- Therapy

KRS는 나스, RBX, 'B-Real' 등 뉴욕과 LA의 랩 뮤지션이 의기투합하여 만들어진 슈퍼 프로젝트 그룹 쎄라피의 일원이기도 했다. 싱글 'East Coast West Coast Killas'는 닥터 드레의 앨범 [Dr. Dre Presents the Aftermath]에 수록되었다.
- 영화 출연

랩 뮤지션들의 디스 혈전을 다룬 비프(Beef) 시리즈에서 그를 찾아볼 수 있다. 많은 힙합 뮤지션이 카메오로 참여했던 추억의 영화 'Who's the Man?' (1993) 에서도 KRS를 발견할 수 있다.
- KRS는 'Zulu Nation'의 멤버이기도 하며, 힙합 문화를 장려하는 'Temple of Hiphop'을 설립한 장본인이기도 하다.